# Orientierungstreue Abbildung
In der Mathematik werden Abbildungen als orientierungstreue Abbildungen bezeichnet, wenn sie den Umlaufsinn nicht verändern.
Orientierungstreue (oder orientierungserhaltende) Abbildungen können in unterschiedlich allgemeinen Kontexten betrachtet werden, etwa in der elementaren Geometrie der Ebene, in der linearen Algebra für Abbildungen zwischen Vektorräumen und in der Differentialgeometrie für Abbildungen zwischen Mannigfaltigkeiten.

## Orientierungserhaltende Abbildungen der Ebene
Eine Selbstabbildung der Ebene heißt orientierungstreu, wenn sie den Umlaufsinn von Vielecken erhält.
Unter den Kongruenzabbildungen sind die Parallelverschiebungen und Drehungen orientierungstreu, während Spiegelungen und Gleitspiegelungen nicht orientierungstreu sind.
Unter den Ähnlichkeitsabbildungen sind die Drehstreckungen orientierungstreu, während Klappstreckungen die Orientierung nicht erhalten.

## Lineare Abbildungen von Vektorräumen
Eine lineare Abbildung eines Vektorraums auf sich heißt orientierungstreu, wenn sie positiv orientierte Basen auf positiv orientierte Basen abbildet.
Das ist genau dann der Fall, wenn die Determinante der Abbildung positiv ist, und hängt insbesondere nicht davon ab, welche Orientierung auf dem Vektorraum gewählt wurde.
Beispiel: Die lineare Abbildung {\displaystyle f(x)=-x} ist genau dann orientierungstreu, wenn die Dimension des Vektorraums gerade ist.

## Abbildungen von Mannigfaltigkeiten
Ein Diffeomorphismus {\displaystyle f} einer orientierbaren, differenzierbaren Mannigfaltigkeit {\displaystyle M} heißt orientierungstreu, wenn sein Differential in jedem Punkt {\displaystyle x} positiv orientierte Basen des Tangentialraums {\displaystyle T_{x}M} in positiv orientierte Basen von {\displaystyle T_{f(x)}M} abbildet.
Beispiel: Die durch {\displaystyle f(x)=-x} definierte Selbstabbildung der Einheitssphäre {\displaystyle S^{n}} ist genau dann orientierungstreu, wenn {\displaystyle n} ungerade ist.